# Breath (2017)
Breath (engl. für „Atem“) ist ein australisches Filmdrama von Simon Baker, das am 10. September 2017 im Rahmen des Toronto International Film Festivals seine Premiere feierte. Der Film basiert auf einem gleichnamigen Roman von Tim Winton.

## Handlung

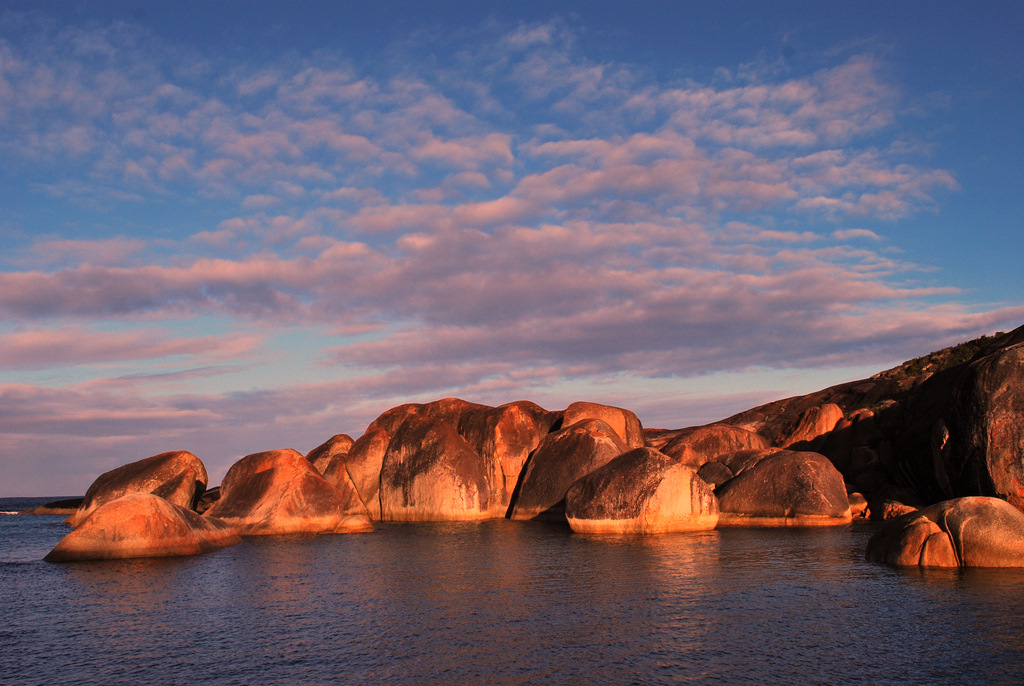
Die Dreharbeiten fanden in und um die australische Küstenstadt Denmark statt

Der 13-jährige Bruce, wegen seines Nachnamens Pikelet genannt, und der kontaktfreudige 14-Jährige Ivan, wegen seines Familiennamens Loonie genannt, sind ein ungleiches Freundespaar, doch eint sie ihr Wunsch nach Abenteuern und nach einem Leben abseits der alltäglichen Routinen. So erforschen sie gemeinsam einen Fluss. Loonie ist ein wildes Kind, doch wird er von seinem Vater geschlagen. Pikelet hingegen, der aus einer sicheren Familie kommt und ein fleißiger Schüler ist, mag die Angelausflüge mit seinem deutlich toleranteren Vater sehr. Pikelet und Loonie, die in den 1970er Jahren leben, fahren mit ihren Fahrrädern durch Sawyer, eine kleine Stadt an der australischen Westküste, und beobachten eines Tages Surfer. Sie empfinden dieses Hobby zwar als völlig sinnlos, doch scheint es ihnen auch so elegant, dass sie auf billigen Brettern aus Styropor ebenfalls zu surfen beginnen. Später sparen sie Geld, um sich ein gebrauchtes Brett aus Fiberglas leisten zu können.
Als der Surfer Sando mitbekommt, dass die Jungs immer mit ihren Fahrrädern zum Strand kommen, bietet er ihnen an, ihre Bretter in seinem Truck dorthin zu fahren, was ihnen sehr entgegenkommt. Erst halten sie Sando für einen weiteren Hippie-Surfer, und auch dessen nicht besonders freundliche Freundin Eva tut nur wenig, um dieses Urteil zu ändern, doch bald nimmt er die Jungen unter seine Fittiche und lehrt sie nicht nur Surftechniken, sondern spornt sie an, immer höhere Wellen zu bezwingen und ihre Ängste zu bewältigen.
Sando wird für die Jungs auch zu einer Art Mentor, der mit ihnen philosophische Fragen diskutiert, wobei sich Pikelet besser ausdrücken kann als der gefühlsgehemmte Loonie. Zudem erfahren sie, dass Sando einst ein berühmter Profisurfer und Eva, die aus den USA stammt, ein Hotdogging-Ski-Champion war, bis sie sich eine schwere Knieverletzung zuzog, was auch ihre oft schlechte Stimmung erklärt. Zwar findet Pikelet in Queenie eine Freundin, als die Schule wieder beginnt, doch seine wahre Leidenschaft gilt dem Surfen. Allerdings ist er dabei nicht ganz so draufgängerisch wie Loonie, weshalb Sando diesen bevorzugt behandelt.

## Produktion
Der Film basiert auf dem Roman Breath von Tim Winton aus dem Jahr 2008, der später auch ins Deutsche übersetzt und unter dem Titel atem veröffentlicht wurde. Im Jahr 2009 wurde Winton für diesen Roman mit dem Miles Franklin Award ausgezeichnet.

Simon Baker beim Zurich Film Festival 2017

Regie führte Simon Baker, der gemeinsam mit Gerard Lee auch Wintons Roman für den Film adaptierte und diesen zusammen mit Jamie Hilton und Mark Johnson zudem produzierte. Es handelt sich bei dem Film um Bakers Regiedebüt. Der Film erhielt eine Förderung in Höhe von 1,5 Millionen AU$ von der Great Southern Development Commission (GSDC) und 800.000 AU$ von Screenwest.
Die Dreharbeiten wurden im April 2016 begonnen und fanden sechs Wochen lang in und um die australische Küstenstadt Denmark etwa 50 km westlich von Albany am Südlichen Ozean im Bundesstaat Western Australia statt, so vor der Kulisse der Elephant Rocks an Denmarks Küste.
Die Filmmusik wurde von Harry Gregson-Williams komponiert. Am 25. Mai 2018 veröffentlichte Filmtrax den Soundtrack, der 20 Musikstücke umfasst, als Download.
Der Film feierte am 10. September 2017 im Rahmen des Toronto International Film Festivals seine Premiere. Am 5. Oktober 2017 wurde der Film beim Zurich Film Festival vorgestellt, wo er seine Europapremiere feierte. Am 3. Mai 2018 startete der Film in den australischen Kinos. Ein Kinostart in den USA ist am 1. Juni 2018 geplant. Im Juni und Juli 2018 soll der Film beim Filmfest München gezeigt werden.

## Rezeption

### Kritiken
Der Film wurde von 80 Prozent der Kritiker bei Rotten Tomatoes eher positiv bewertet. David Rooney von The Hollywood Reporter meint, der mit Wärme und Einfühlungsvermögen gemachte Jugendfilm sei von den hervorragenden schauspielerischen Leistungen der beiden Nachwuchsdarsteller in den zentralen Rollen gekennzeichnet.

### Auszeichnungen
AACTA Awards 2018
- Auszeichnungen für den besten Nebendarsteller und den besten Ton
- Nominierungen als bester Film, die beste Regie, das beste adaptierte Drehbuch, die beste Nebendarstellerin, die beste Kamera, den besten Schnitt und das beste Casting